# Pradópolis (kommun)
Pradópolis är en kommun i Brasilien.   Den ligger i delstaten São Paulo, i den sydöstra delen av landet, 600 km söder om huvudstaden Brasília. Antalet invånare är 17 404.
Följande samhällen finns i Pradópolis:
- Pradópolis

Trakten runt Pradópolis består till största delen av jordbruksmark. Runt Pradópolis är det ganska tätbefolkat, med 86 invånare per kvadratkilometer.